# Discurs (lingvistică)
Termenul „discurs” își are originea în retorică, dar a fost adoptat și de lingvistică. După unii lingviști, prin discurs se înțelege mai ales o producție orală. După alții este un termen generic pentru diverse tipuri de texte, prin care înțeleg atât producții scrise, cât și orale. Constantinescu-Dobridor 1998 chiar folosește termenul „text” ca gen proxim în definiția discursului.

## În retorică
În retorică, discursul este o serie de dezvoltări oratorice destinate să convingă sau să emoționeze, structurate conform unor reguli precise. Se disting ca genuri de discurs cel demonstrativ (blamare sau laudă), cel deliberativ (sfat sau îndemn la renunțare) și cel juridic (apărare sau acuzare). Din punctul de vedere al împrejurărilor în care se pronunță, poate fi vorba de predică, pledoarie, rechizitoriu, comemorare etc..

## În lingvistică
Lingvistica a extins sfera noțiunii de discurs la orice mesaj oral sau scris produs de un singur vorbitor, dar unii autori includ aici și dialogul, și polilogul.
Există mai multe viziuni divergente despre discurs, prin urmare mai multe definiții ale sale. Câteva din acestea sunt următoarele:
1. „Termenul discurs desemnează orice enunț mai extins decât o frază, considerat din punctul de vedere al regulilor de înlănțuire a suitelor de propoziții/fraze.”[8]
2. „Discursul este o suită ordonată de semne lingvistice situate între două întreruperi evidente ale comunicării.”[10]
3. „Textul este cea mai mare unitate funcțională care constituie cadrul structural al comunicării prin limbă. În acesta se organizează propozițiile/frazele ca unități minime ale comunicării […].”[11]
4. „Textul este unitatea, totalitatea pragmatică, semiotică, stilistică structurată a unui număr «n» de propoziții/fraze.”[12]
5. „Textul este un produs lingvistic înzestrat cu structură și coeziune internă, care își dobândește caracteristicile efective în relațiile sale situaționale și intertextuale.”[13]

În continuarea articolului se folosește numai termenul „discurs”, ca unul care înglobează și termenul „text”.

### Coerența discursului
Între elementele discursului, fie lingvistice, fie extralingvistice, există diverse relații care îi asigură coerența. Aceasta este un fenomen pe de o parte structural, care constă în relațiile dintre diferitele niveluri ale discursului, pe de altă parte procesual, dat fiind că se manifestă în crearea și în înțelegerea discursului. În structura discursului se pot distinge trei niveluri: microstructura, mezostructura și macrostructura sa.

#### Microstructura discursului
Unul din tipurile de relații la nivelul inferior al structurii discursului se creează între propoziții/fraze învecinate sau apropiate, cu ajutorul unor elemente lingvistice precum:
- elemente anaforice, care se referă la ceva dintr-o propoziție de dinaintea celei în care se află, de exemplu:
  - pronume, verbe, adverbe: en  He did that there „El a făcut asta acolo”. Fiecare cuvânt reia elementele dintr-o propoziție precedentă, care poate fi John painted this picture in Bermuda „John a pictat tabloul acesta în Bermuda”[15].
  - articolul hotărât: hu  Tegnap hárman kértek szállást a fogadóban. A vendégek két napig maradtak. „Ieri au fost trei care au cerut cazare la han. Clienții au stat două zile.”
  - sufixe: hu  Péter bejött a szobába. Leült, és olvasni kezdte az újságot. Mari is eljött. A barátja azonban otthon maradt. „Péter a intrat în cameră. S-a așezat și a început să citească ziarul. A veni și Mari, însă prietenul lui a rămas acasă.” Desinența ø (zero) a verbului leült se referă la subiectul propoziției anterioare, Péter, iar sufixul personal posesiv -ja, corespunzător adjectivului posesiv în limba română, se referă la același cuvânt.
  - un element repetat, sau reluat printr-un sinonim: A szomszédék a bejárat elé állították kocsijukat. A kocsi/jármű még egy hét múlva is ott volt. „Vecinii și-au parcat mașina înaintea intrării. Mașina/Vehiculul era acolo și după o săptămână.”
- elemente cataforice, care anticipă ceva dintr-o propoziție de după cea în care se află: en  I said this/the following: … „Am spus asta/următorul lucru: …”, Here is the 9 o’clock news „Iată știrile de la ora 9”[16], hu  Ezt kóstold meg! Ilyen jó halászlét még nem ettél. „Asta s-o guști. Așa bună ciorbă pescărească n-ai mai mâncat.”

Alt tip de relații microstructurale este cel dintre conținutul discursului și situația de comunicare (contextul situațional), care este exterioară discursului. Se realizează prin elemente lingvistice numite deictice, referitoare la persoane (cea a vorbitorului, a receptorului/receptorilor mesajului, o terță persoană/terțe persoane), loc, timp, modalitatea acțiunilor, o calitate. Acestea pot fi pronume (personale și demonstrative), adverbe (de loc și de timp), forme temporale ale verbului. În en  I am hungry „Mi-e foame”, de exemplu, pronumele personal indică faptul că este vorba de cel care vorbește, în It’s muggy here „E zăpușeală aici”, adverbul indică faptul că vorbitorul vorbește despre locul unde se află, în There’s a full moon today „E lună plină astăzi”, adverbul indică faptul că constatarea se referă la ziua în care vorbește vorbitorul. De cele mai multe ori, pronumele deictice sunt în același timp și anaforice sau cataforice. În discursul oral, un element deictic poate fi și non-verbal, adică un gest.
Sunt și elemente deictice care fac legături în interiorul discursului: hu  Föntebb már esett szó arról, hogy… „Mai sus a fost deja vorba despre…”.
Relațiile microstructurale se pot repeta în cadrul aceluiași discurs. De pildă, într-o narațiune se repetă referirile la persoana naratorului (I, dacă acesta e vorbitorul), la persoana personajelor (a III-a), la timpul în care au avut loc evenimentele (forme de trecut ale verbelor) etc. Aceste relații formează o rețea în interiorul discursului, care contribuie la coerența sa.

#### Mezostructura discursului

##### Relații mezostructurale
În discurs există și conexiuni care marchează nu relația simplă dintre două entități elementare, ci relația mai complexă dintre unități discursive mai mari. La nivel mezostructural, sfera de influență a elementului discursiv se extinde la un domeniu de dimensiune medie: câteva fraze, un paragraf (în scris), câteva replici (în dialog).
Un tip de conexiune mezostructurală este realizată de repetarea unui membru al structurii temă-remă a propoziției. Exemple:
- sr /hr  Slavko vidi Olgu. Olgu vidimo i mi „Slavko o vede pe Olga. Pe Olga o vedem și noi”. Tema primei propoziții este Slavko (informație deja cunoscută de receptor), iar rema ei – vidi Olgu (informație nouă pentru receptor). Partea principală a remei primei propoziții (Olgu) devine tema celei de-a doua[20].
- hu  Holnap az idő vagy esős lesz vagy napsütéses. Ha esik, itthon maradunk. Ha süt a nap, elmegyünk kirándulni „Mâine vremea va fi ori ploioasă, ori însorită. Dacă plouă, rămânem acasă. Dacă e soare, mergem în excursie”. În prima propoziție, rema are două părți importante, „ploioasă” și „însorită”. Prima devine tema celei de-a doua fraze, iar a doua – tema celei de-a treia.

Interconectându-se în diverse moduri, temele și remele realizează o progresie tematică.
Alt tip de relație mezostructurală între propoziții independente și/sau între fraze învecinate este cea de coordonare, analogă cu cea care poate exista între propozițiile unei fraze, cu aceleași tipuri. Coordonarea copulativă se poate realiza prin simpla alăturare (juxtapunere) a unor propoziții/fraze, când se exprimă o succesiune de evenimente: hu  Péter bejött a szobába. Leült, és olvasni kezdte az újságot „Péter a intrat în cameră. S-a așezat și a început să citească ziarul”.
Coordonarea se mai realizează și prin cuvinte sau grupuri de cuvinte numite de unii autori „marcatori de relație” (fr  marqueurs de relation). Aceștia fac parte dintr-o clasă mai mare, cea a conectorilor, ce cuprinde de altfel și conjuncțiile, care funcționează în interiorul propozițiilor și frazelor, precum și alte cuvinte care introduc propoziții în cadrul frazelor. Sunt și tipuri de coordonare altele decât copulativă, realizate prin marcatori de relație:
- coordonare adversativă: fr  Michel est d’accord avec le projet. Par contre, il refuse de travailler avec cette équipe. „Michel este de acord cu proiectul. În schimb refuză să lucreze cu această echipă.”[22]
- coordonare disjunctivă: Tout le monde a une métaphysique. Patente, latente. Je l’ai assez dit. Ou alors on n’existe pas. „Toți avem o metafizică. Patentă, latentă. Am spus-o de destule ori. Sau dacă nu, nu existăm.” (Charles Péguy)[23]
- coordonare conclusivă: en  There has been no rainfall for some time. The ground is therefore very dry. „N-a mai plouat de ceva vreme. De aceea, pământul e foarte uscat.”[24]
- coordonare explicativă: hu  Tavasszal alaposan fel kell újítani a töltéseket. Az őszi árvizek ugyanis megrongálták a gátakat a folyó igen hosszú szakaszán. „Primăvara trebuie refăcute temeinic digurile, pentru că inundațiile din toamnă au deteriorat digurile pe un segment foarte lung al râului.”[25]

Și alte relații sunt exprimate prin marcatori de relație fr :
- adăugare: Internet est une source inépuisable d’informations. De plus, c’est un remarquable outil de communication. „Internetul este o sursă inepuizabilă de informații. În plus, este un instrument de comunicare remarcabil.”
- enumerare: Internet est une source d’informations facilement accessible. Premièrement, de plus en plus de gens sont « branchés » au bureau ou à la maison. Deuxièmement, ces dernières années, une multitude de cafés Internet ont vu le jour, partout dans le monde. „Internetul este o sursă de informații ușor accesibilă. În primul rând, din ce în ce mai mulți oameni sunt conectați la birou sau acasă. În al doilea rând, în ultimii ani au văzut lumina zilei o mulțime de cafenele Internet, în toată lumea.”
- concesie: La Toile est un outil de communication d’une rare efficacité. Bien sûr, il arrive parfois que le réseau soit débordé […]. „Web-ul este un instrument de comunicare de o rară eficacitate. Desigur, se întâmplă uneori ca rețeaua să fie supraîncărcată […].”
- explicație: Internet est un instrument de recherches remarquable. En effet, en quelques minutes seulement, l’utilisateur du Net peut accéder […]. „Internetul este un instrument de căutare remarcabil. Într-adevăr, numai în câteva minute, utilizatorul Netului poate accesa […].”
- ilustrare: L’autoroute électronique comporte tout de même certains désavantages. Ainsi, la publicité inonde […] les internautes. „Autostrada electronică are totuși unele dezavantaje. Astfel, publicitatea îi inundă […] pe internauți.”
- sinteză: Bien qu’Internet soit perfectible et que la qualité des informations qu’on y retrouve laisse parfois à désirer, de plus en plus de gens […] en découvrent les multiples possibilités. En somme, l’inforoute demeure un merveilleux outil d’information et de communication. „Deși Internetul este perfectibil, iar calitatea informațiilor care se găsesc pe acesta lasă uneori de dorit, din ce în ce mai mulți oameni […] îi descoperă multiplele posibilități. Pe scurt, infostrada rămâne un minunat instrument de informare și comunicare.”
- situare în timp: En 2001, 46 % des Québécois naviguaient dans Internet mensuellement. On peut maintenant présumer que la moitié des Québécois visitent la Toile fréquemment. „În 2001, 46% dintre locuitorii Québec-ului navigau lunar pe Internet. Acum se poate presupune că jumătate din locuitorii Québec-ului vizitează frecvent Web-ul.”

Alte relații exprimate prin marcatori de relație apar de exemplu la Čirgić 2010:
- situare în spațiu: Ušli su u jednu sobicu na kraju hodnika. Onđe nije bilo ničega. „Au intrat într-o odăiță din capătul coridorului. Acolo nu era nimic.”
- mod: Obilazio je pogon triput dnevno. Tako je mogao imati uvid u sve što se događa. „Trecea prin fabrică de trei ori pe zi. Astfel putea să vadă tot ce se petrecea.”
- scop: Hoćahu da obiđu sve glavne gradove južne Evrope. S tom namjerom krenuše na put krajem prošle neđelje. „Au vrut să treacă prin toate orașele principale din Europa de sud. Cu această intenție au pornit la drum săptămâna trecută.”
- condiție: Ljekove nikako ne smijete prestati uzimati. U tome slučaju bilo bi uzaludno sve što smo dosad napravili. „Nicicum să nu încetați să luați medicamentele. În acest caz ar fi degeaba tot ce am făcut până acum.”
- excludere: Svi su bili onđe već u osam. Samo se on pojavio tek poslije devet. „Toți au fost aici deja la ora opt. Numai el a apărut după ora nouă.”
- accentuare: Mislim da je krajnje vrijeme za odlazak. Štoviše trebali smo otići i prije. „Cred că e într-adevăr timpul să plecăm. Ba chiar ar fi trebuit să plecăm mai demult.”

##### Paragraful
La nivel mezostructural iau naștere părți coerente ale unui discurs, precum paragrafele unui text scris. Paragraful este o unitate semantică și funcțională, caracterizată printr-o temă sau o structură semantică de prim-plan. Paragraful are o structură internă, în care există adesea un punct culminant ca unitate centrală. Punctul culminant denumește tema paragrafului și se află la începutul sau la sfârșitul acestuia.

##### Dialogul
Altă entitate discursivă de nivel mezostructural este dialogul. Ceea ce este valabil pentru acesta, este în general valabil și pentru polilog. Replicile dialogului formează o unitate semantică discursivă pe baza caracteristicilor micro- și mezostructurale amintite.
Entitatea de bază a dialogului este replica. Structura acesteia este determinată nu numai de factori formali, ci și de regulile din societatea interlocutorilor, intenția vorbitorilor, contextul verbal și situațional, adică specificul și sensul replicilor precedente. Structura și sensul unei replici sunt influențate de toate replicile anterioare, respectiv cele următoare le interpretează retroactiv.
Dialogul minimal constă din două replici. Prima din acestea are rol de inițiator, iar a doua – de răspuns, roluri ce nu pot fi schimbate între ele. Exemple hu :
– János elvitte a könyvet. – Végre, már háromszor szóltak a könytárból! „– János a dus cartea. – În sfârșit! Au sunat deja de trei ori de la bibliotecă!”
– János elvitte a könyvet. – Nem szép tőle, még el sem olvastam. „– János a dus cartea. – Nu-i frumos din partea lui, încă nici n-am citit-o.”
În aceste două dialoguri, a doua replică nu numai comunică răspunsul celui de-al doilea vorbitor, ci totodată întregește și reinterpretează spusele primului. Faptul că János a dus cartea poate fi tratat din puncte de vedere diferite.
Există dialoguri minimale sau părți dintr-un dialog mai extins care formează perechi-tip: întrebare – răspuns, cerere – răspuns, salut – salut.

#### Macrostructura discursului
La nivelul macrostructurii se găsesc unități structurale relativ mari.

##### Tema discursului
Unul din constituenții macrostructurii este tema. Aceasta este o noțiune mai mult sau mai puțin complexă, care face cel puțin într-o anumită măsură parte din universul de cunoaștere al emițătorului și al receptorului, putându-se îmbogăți datorită discursului cu componente suplimentare. Unele discursuri au o singură temă (de exemplu știrea, articolul de dicționar, mare parte din dialogurile cotidiene), altele au mai multe teme care pot fi legate între ele (de pildă într-o ședință la locul de muncă sau într-o expunere științifică), dar pot fi și independente una de alta (bunăoară în conversațiile cotidiene sau într-un talk-show).
Tema este o reprezentare mintală cu structură internă, pe care participanții la interacțiune o organizează într-o anumită schemă cognitivă. Cât de detaliat este dezvoltată o temă, depinde de situația de comunicare, de tipul discursului și de motivațiile vorbitorului. De exemplu, în cadrul cognitiv al protecției mediului pot exista următoarele elemente: natură, curățenie, poluare, comportament uman, consum, răspundere individuală, răspundere comunitară, apă, aer, pământ, circulație, industrie, ambalaje, boli etc.
Tema protecției mediului poate fi prezentă într-un dialog printr-o simplă menționare:
hu  – Mit tartasz a legfontosabb mai problémának? – A környezetvédelmet. „– Care crezi că este problema actuală cea mai importantă? – Protecția mediului.”
În dialog, tema este indicată numai în formă substantivală și este înțeleasă datorită cunoștințelor participanților despre lume, cadrului cognitiv din mintea lor referitor la aceasta. Dacă dialogul de mai sus se continuă, atunci interlocutorii dezvoltă o parte a temei:
hu  – Miért? – Mert az elmúlt időkben a nagyvárosok levegője nagymértékben romlott. A gyerekek folyton betegek,… „– De ce? – Pentru că în ultimul timp, aerul din orașele mari a devenit foarte poluat. Copiii sunt mereu bolnavi,…”
O expunere despre protecția mediului ia la rând detaliile cele mai importante ale temei și le și dezvoltă în oarecare măsură, adică le descrie, le definește. Un alt tip de discurs, de exemplu un manual cu titlul Introducere în protecția mediului, dezvoltă și mai mult tema și detaliile sale.

##### Structura discursivă generală
Aceasta este o altă caracteristică a nivelului macrostructural. Punctele de vedere ce se manifestă la acesta sunt următoarele:
- interne structurii discursului: puncte de vedere structurale elementare (scurtime – lungime, simplitate – complexitate, liniaritate – ierarhie), unități mai mari în discurs (paragraf, capitol), puncte de vedere retorice;
- externe structurii discursului, referitoare la situația de comunicare: monolog (de exemplu o narațiune), dialog, polilog.

Simplitatea sau complexitatea unui discurs nu depinde de lungimea lui. Un discurs scurt poate fi simplu (ex. un mesaj scurt, o notă, un dialog), dar și complex (ex. o poezie lirică). Un discurs lung poate fi și el simplu (ex. o narațiune cu succesiunea liniară a evenimentelor) sau complex (ex. o expunere științifică, un roman).
Unele discursuri lungi, mai ales monologurile elaborate, fie orale, fie scrise, sunt divizate în unități mai mari și mai mici, de exemplu capitole și paragrafe. Capitolul se distinge eventual prin titlu și procedee tipografice. Paragrafele sunt despărțite unul de altul în vorbire de o pauză ceva mai mare decât cea dintre propoziții/fraze, iar în scris prin procedee grafice.
Din punct de vedere retoric, discursul se împarte altfel, dar tot cu scopul eficienței comunicării, cel mai adesea în introducere, expunere și încheiere. Introducerea vizează stabilirea contactului cu receptorul, iar încheierea – ruperea contactului cu acesta, între ele situându-se prezentarea și dezvoltarea temei/temelor.

##### Situația de comunicare
În privința acestei componente a discursului, există oarecare diferențe între monolog pe de o parte, dialog și polilog pe de alta. Monologul implică lipsa de contact direct cu receptorul, deseori cu o anumită distanță în timp și în spațiu între emițător și receptor, de aceea trebuie să fie mai explicit, să numească cu mijloace lingvistice multe elemente care nu trebuie numite în dialog și în polilog. În acestea din urmă, participanții interacționează și lingvistic, și prin mijloace extralingvistice, de aceea pot conține multe elemente implicite, cunoscute de participanți, care nu necesită să fie numite. Între dialog și polilog există numai diferențe situaționale, în cel din urmă având un rol mai important ierarhia dintre participanți, rolurile sociale recunoscute, care determină posibilitatea și ordinea luării cuvântului.

##### Organizatori textuali
La nivel macrostructural, la coerența discursului contribuie o subclasă a conectorilor numită „organizatori textuali” (fr  organisateurs textuels). Aceștia fac trecerea între părțile discursului (de exemplu pargrafe) și marchează ordinea și progresia ideilor. Marcatorii de relație pot fi și organizatori textuali, mai ales în discursuri argumentative, introducând rând pe rând argumentele și o concluzie, cel mai adesea la începutul unor paragrafe care le conțin. De exemplu:
- Primul paragraf numește tema discursului și formulează o teză referitoare la ea.
- Al doilea paragraf, care poate începe cu fr  D’abord,… „Mai întâi,…” sau Premièrement,… „În primul rând,…”, prezintă un prim argument.
- Al treilea paragraf, începând de pildă cu Ensuite,… „Apoi,…” sau Deuxièmement,… „În al doilea rând,…”, avansează un al doilea argument.
- Al patrulea paragraf prezintă eventual o concesie, începând cu Bien sûr,… „Desigur,…”, care se poate respinge în cadrul aceluiași paragraf, începând o frază cu Mais… „Dar…” sau Cependant,… „Totuși,…”.
- Ultimul paragraf este conclusiv, putând începe cu En somme,… „Pe scurt,…” sau En conclusion,… „În concluzie,…”.

Tipologia organizatorilor textuali este parțial aceeași ca și a marcatorilor de relație. Ei pot fi generali sau ocazionali. Există organizatori textuali:
- de timp (fr  ensuite „apoi”, au cours du XXe siècle „în cursul secolului al XX-lea”);
- de spațiu și loc (à côté „alături”, au bord de la rivière „pe malul râului”);
- de enumerare, ordine sau succesiune (pour commencer „pentru început”, enfin „în fine”);
- de explicare sau justificare (autrement dit „altfel spus”, pour cette raison „din acest motiv”);
- de ierarhizare (surtout „mai ales”, par-dessus tout „înainte de toate”);
- de opoziție și de concesie (au contraire „dimpotrivă”, certes „desigur”);
- de concluzie (en somme „pe scurt”, en conclusion „în concluzie”).

Sunt și organizatori textuali care nu există și ca marcatori de relație, uneori având forma unei propoziții întregi. În scris, majoritatea lor sunt tot la început de paragraf. Exemple de organizatori de text temporali dintr-o legendă: fr : Une vingtaine d’étés durant,… „Timp de vreo douăzeci de veri,…”, Elle était toute jeune encore… „Era încă foarte tânără…”, Depuis que le vieillard était disparu,… „De când dispăruse bătrânul,…”, Tous les jours, l’été, lorsque le soleil commençait à baisser,… „În fiecare zi, vara, când soarele începea să apună,…”, Cet automne-là,… „În toamna aceea,…”, Et puis un soir,… „Apoi, într-o seară,…”

## Tipuri de discurs
În mod tradițional se disting patru tipuri de discurs: narativ, descriptiv, explicativ și argumentativ.
În lingvistica modernă, care caută să descrie toate felurile de discurs, tipurile de discurs se disting după macrostructuri tipice și factori situaționali tipici. În determinarea lor se pot aplica câteva puncte de vedere grupate în perechi de noțiuni opuse:
- scris – oral;
- monologat – dialogat;
- cu fiecare participant prezent – numai cu un participant prezent;
- cu structură stabilită tradițional – fără structură stabilită tradițional;
- elaborat – spontan;
- cu conținut explicit – cu conținut implicit.

Ultimele două perechi de puncte de vedere nu indică opoziții totale, ci mai degrabă câte două forme de realizare specifice pentru câte un domeniu.
Tipurile de discurs se leagă de așteptări care determină mai mult sau mai puțin forma și structura discursului. De exemplu, conversația cotidiană aparține tipului vorbit, dialogat, spontan, în general cu conținut parțial explicit și parțial implicit, bazat pe cunoștințele participanților, care sunt prezenți cu toții, și nu are structură stabilită tradițional (nu este predată în școli). În schimb, știrea de presă este monologată, elaborată, cu conținut explicit, la crearea sa este prezent numai unul din participanți și are structură stabilită tradițional (este predată în școli). Tipul de discurs este, prin urmare, o bază de comparație care se concretizează totdeauna datorită situației de comunicare și motivațiilor individuale.